# Barabashka
Barabashka (лат.) — род бабочек из семейства слизневидок, описанный в 2009 году сотрудником Ульяновского педагогического университета Алексеем Вячеславовичем Соловьёвым и основателем мюнхенского энтомологического музея Томасом Виттом по типовому виду Barabashka mirus. Род встречается на территории Китая и Вьетнама. Название Barabashka происходит от русского слова «барабашка» (хулиганское домашнее привидение в фольклоре разных культур, особенно в славянской мифологии, домовой).

## Описание
Бабочки небольшого размера с длиной переднего крыла 9—11 мм и размахом крыльев 19—21 мм. Антенны самца длиной 4/5 косты переднего крыла, почти нитевидные с очень короткими рами. Основной цвет жёлтый. Передние крылья треугольные с тёмной, целой, поперечной, медиальной фасцией, идущей от 1/3 дорсума до вершины, где она пересекается с тёмной внешней фасцией, которая параллельна внешнему краю. Жилкование передних крыльев характеризуется жилкой R5, которая стебельчатая со стеблем R2+R3+R4; жилка R1 не извилистая.

## Виды
Этот род включает следующие виды:
- Barabashka bilineatum (Hering, 1931)
  - =Ceratonema bilineatum Hering, 1931
- Barabashka mirus Solovyev & Witt, 2009
- Barabashka obliqua (Leech, 1890)
  - =Heterogenea obliqua Leech, 1890